# Araneus aballensis
Araneus aballensis este o specie de păianjeni din genul Araneus, familia Araneidae. A fost descrisă pentru prima dată de Strand, 1906.
Este endemică în Etiopia. Conform Catalogue of Life specia Araneus aballensis nu are subspecii cunoscute.